# Pervenstvo Futbol'noj Nacional'noj Ligi 2017-2018
La Pervenstvo Futbol'noj Nacional'noj Ligi 2017-2018, nota anche come PFN Ligi 2017-2018 fu la ventiseiesima edizione della seconda serie del campionato russo di calcio. Vide la vittoria finale dell'Orenburg, che venne promosso in Prem'er-Liga assieme al Kryl'ja Sovetov Samara e allo Enisej, vincitore dei play-off. Capocannoniere del torneo fu Artëm Kulišev, attaccante della Dinamo San Pietroburgo, con 17 reti realizzate.

## Stagione

### Novità
Dalla PFN Ligi 2016-2017 vennero promossi in Prem'er-Liga la Dinamo Mosca, il Tosno e lo SKA-Chabarovsk, vincitore dei play-off, mentre vennero retrocessi in Pervenstvo PFL il Luč-Ėnergija, il Mordovija, il Sokol Saratov, lo Spartak-Nal'čik e il Neftechimik. Dalla Prem'er-Liga vennero retrocessi l'Orenburg, perdente i play-off, il Kryl'ja Sovetov Samara e il Tom' Tomsk. Dalla PPF Ligi vennero promossi la Dinamo San Pietroburgo, l'Avangard Kursk, il Rotor, l'Olimpiec N.N. e il Čita, vincitori dei cinque gironi.
Prima dell'inizio della stagione in Čita rinunciò all'iscrizione in PFN Ligi per mancanza di fondi, così che venne riammesso il Luč-Ėnergija.

### Formula
Le 20 squadre si sono affrontate in un girone all'italiana con partite di andata e ritorno, per un totale di 38 giornate. Le prime due classificate venivano promosse direttamente in Prem'er-Liga, mentre le ultime cinque classificate retrocedevano in Pervenstvo Professional'noj Futbol'noj Ligi. La terza e la quarta classificata giocavano uno spareggio promozione/retrocessione contro terzultima e quartultima di Prem'er-Liga. Le squadre formazioni riserve di club di massima serie non potevano essere promossi.

### Avvenimenti
L'11 maggio 2018, alla vigilia dell'ultima giornata di campionato, la federazione russa annunciò che il numero di retrocessioni in PPF Ligi sarebbe stato ridotto a quattro, anziché cinque, poiché nessuna delle squadre partecipanti al girone est della Pervenstvo Professional'noj Futbol'noj Ligi 2017-2018 aveva applicato per una licenza di club professionista.
A stagione conclusa tutte le retrocessioni previste furono di fatto annullate a causa di un concatenarsi di eventi. In particolare, il Tosno, che disputava la Prem'er-Liga ed era stato retrocesso, fallì; analoga sorte toccò al Kuban', che aveva concluso la stagione di PFN Ligi in nona posizione. Viceversa, il Volgar' Astrachan', classificatosi al decimo posto, rinunciò alla categoria per iscriversi nella stagione successiva in Pervenstvo Professional'noj Futbol'noj Ligi.
Altri due posti furono liberati dall'Ararat Mosca, vincitore del girone centro della Pervenstvo Professional'noj Futbol'noj Ligi 2017-2018 (e come tale promossa di diritto in PFN Ligi) che fallì e dal fatto che il Sachalin, vincitore del girone est del medesimo campionato, rinunciò alla categoria per iscriversi nuovamente in Pervenstvo Professional'noj Futbol'noj Ligi.

## Squadre partecipanti
| Squadra                | Stagione | Città           | Stadio                    | Stagione precedente                         |
| ---------------------- | -------- | --------------- | ------------------------- | ------------------------------------------- |
| Avangard Kursk         | dettagli | Kursk           | Stadio Trudovye rezervy   | 1º posto nel girone centro di PPF Ligi      |
| Baltika                | dettagli | Kaliningrad     | Stadio Baltika            | 14º posto in PFN Ligi                       |
| Chimki                 | dettagli | Chimki          | Stadio Rodina             | 11º posto in PFN Ligi                       |
| Dinamo San Pietroburgo | dettagli | San Pietroburgo | Stadio Petrovskij         | 1º posto nel girone ovest di PPF Ligi       |
| Enisej                 | dettagli | Krasnojarsk     | Stadio Centrale           | 3º posto in PFN Ligi                        |
| Fakel Voronež          | dettagli | Voronež         | Tsentralnyi Profsoyuz     | 10º posto in PFN Ligi                       |
| Kryl'ja Sovetov Samara | dettagli | Samara          | Stadio Metallurg (Samara) | 15º posto in Prem'er-Liga                   |
| Kuban'                 | dettagli | Krasnodar       | Stadio Kuban'             | 7º posto in PFN Ligi                        |
| Luč-Ėnergija           | dettagli | Vladivostok     | Stadio Dinamo             | 16º posto in PFN Ligi                       |
| Olimpiec N.N.          | dettagli | Nižnij Novgorod | Stadio Gazovik            | 1º posto nel girone Volga-Urali di PPF Ligi |
| Orenburg               | dettagli | Orenburg        | Stadio Gazovik            | 13º posto in Prem'er-Liga                   |
| Rotor                  | dettagli | Volgograd       | Stadio Centrale           | 1º posto nel girone sud di PPF Ligi         |
| Sibir'                 | dettagli | Novosibirsk     | Stadio Spartak            | 15º posto in PFN Ligi                       |
| Šinnik                 | dettagli | Jaroslavl'      | Stadio Šinnik             | 8º posto in PFN Ligi                        |
| Spartak-2 Mosca        | dettagli | Mosca           | Accademia Spartak         | 6º posto in PFN Ligi                        |
| Tambov                 | dettagli | Tambov          | Stadio Tambov             | 5º posto in PFN Ligi                        |
| Tjumen'                | dettagli | Tjumen'         | Stadio Geolog             | 9º posto in PFN Ligi                        |
| Tom' Tomsk             | dettagli | Tomsk           | Stadio Trud               | 16º posto in Prem'er-Liga                   |
| Volgar' Astrachan'     | dettagli | Astrachan'      | Stadio Centrale           | 12º posto in PFN Ligi                       |
| Zenit-2                | dettagli | San Pietroburgo | Stadio Petrovskij         | 13º posto in PFN Ligi                       |

## Classifica finale
|  | Pos. | Squadra                | Pt | G  | V  | N  | P  | GF | GS | DR  |
|  | ---- | ---------------------- | -- | -- | -- | -- | -- | -- | -- | --- |
|  | 1.   | Orenburg               | 84 | 38 | 26 | 6  | 6  | 59 | 26 | +33 |
|  | 2.   | Kryl'ja Sovetov Samara | 82 | 38 | 26 | 4  | 8  | 60 | 23 | +37 |
|  | 3.   | Enisej                 | 81 | 38 | 25 | 6  | 7  | 68 | 32 | +36 |
|  | 4.   | Tambov                 | 68 | 38 | 20 | 8  | 10 | 57 | 36 | +21 |
|  | 5.   | Baltika                | 64 | 38 | 19 | 7  | 12 | 44 | 35 | +9  |
|  | 6.   | Dinamo San Pietroburgo | 55 | 38 | 13 | 16 | 9  | 52 | 47 | +5  |
|  | 7.   | Sibir'                 | 53 | 38 | 14 | 11 | 13 | 38 | 31 | +7  |
|  | 8.   | Šinnik                 | 53 | 38 | 14 | 11 | 13 | 45 | 45 | 0   |
|  | 9.   | Kuban'                 | 49 | 38 | 12 | 13 | 13 | 47 | 47 | 0   |
|  | 10.  | Volgar' Astrachan'     | 45 | 38 | 12 | 9  | 17 | 40 | 46 | -6  |
|  | 11.  | Avangard Kursk         | 45 | 38 | 10 | 15 | 13 | 43 | 46 | -3  |
|  | 12.  | Olimpiec N.N.          | 44 | 38 | 11 | 11 | 16 | 37 | 50 | -13 |
|  | 13.  | Chimki                 | 43 | 38 | 12 | 7  | 19 | 33 | 49 | -16 |
|  | 14.  | Spartak-2 Mosca        | 42 | 38 | 11 | 9  | 18 | 47 | 64 | -17 |
|  | 15.  | Tom' Tomsk             | 41 | 38 | 10 | 11 | 17 | 36 | 56 | -20 |
|  | 16.  | Zenit-2                | 40 | 38 | 11 | 7  | 20 | 43 | 59 | -16 |
|  | 17.  | Rotor                  | 40 | 38 | 10 | 10 | 18 | 38 | 45 | -7  |
|  | 18.  | Luč-Ėnergija           | 40 | 38 | 9  | 13 | 16 | 40 | 52 | -12 |
|  | 19.  | Tjumen'                | 39 | 38 | 9  | 12 | 17 | 41 | 54 | -13 |
|  | 20.  | Fakel Voronež          | 35 | 38 | 9  | 8  | 21 | 27 | 52 | -25 |

Legenda:
      Promossa in Prem'er-Liga 2018-2019.
 Ammessa agli spareggi promozione/retrocessione.
      Retrocessa in Pervenstvo Professional'noj Futbol'noj Ligi 2018-2019.
Note:
Tre punti a vittoria, uno a pareggio, zero a sconfitta.
Il Volgar' Astrachan' non si è successivamente iscritto in PFN Ligi, iscrivendosi in PPF Ligi.
Il Kuban' a fine stagione è fallito, non iscrivendosi alla stagione successiva.
Il Rotor, il Luč-Ėnergija, il Tjumen' e il Fakel sono stati successivamente riammessi in PFN Ligi a completamento organico.

## Risultati
|                          | Ore  | Kry  | Eni  | Tam  | Bal  | DSP  | Sib  | Šin  | Kub  | VoA  | AvK  | ONN  | Chi  | SpM  | Tom  | Zen  | Rot  | Luč  | Tju  | Fak  |
| ------------------------ | ---- | ---- | ---- | ---- | ---- | ---- | ---- | ---- | ---- | ---- | ---- | ---- | ---- | ---- | ---- | ---- | ---- | ---- | ---- | ---- |
| Orenburg                 | ---- | 3-2  | 1-0  | 2-1  | 0-1  | 4-3  | 1-0  | 1-0  | 1-0  | 3-0  | 1-1  | 3-0  | 5-2  | 2-1  | 3-0  | 1-0  | 2-2  | 2-0  | 3-0  | 5-0  |
| Kryl'ja Sovetov          | 0-0  | ---- | 1-0  | 1-0  | 3-0  | 2-0  | 3-0  | 3-3  | 1-0  | 1-0  | 1-0  | 1-0  | 2-0  | 5-1  | 0-1  | 1-0  | 1-1  | 2-0  | 2-0  | 2-1  |
| Enisej                   | 2-0  | 1-0  | ---- | 2-0  | 1-1  | 2-1  | 0-0  | 4-1  | 0-2  | 2-1  | 3-0  | 1-0  | 4-1  | 2-1  | 3-2  | 2-1  | 1-0  | 4-0  | 3-1  | 1-0  |
| Tambov                   | 1-1  | 0-2  | 5-0  | ---- | 2-1  | 1-1  | 4-1  | 3-1  | 2-1  | 3-1  | 0-1  | 2-1  | 2-0  | 3-0  | 3-1  | 3-1  | 2-1  | 2-1  | 3-1  | 1-0  |
| Baltika                  | 0-1  | 1-0  | 0-5  | 3-0  | ---- | 3-2  | 0-0  | 0-0  | 5-1  | 2-1  | 1-0  | 0-0  | 0-0  | 6-0  | 2-1  | 0-1  | 1-0  | 2-1  | 3-1  | 0-1  |
| Dinamo S. Pietroburgo    | 0-1  | 1-3  | 2-1  | 1-1  | 3-1  | ---- | 1-1  | 0-0  | 2-2  | 2-2  | 1-2  | 3-1  | 2-1  | 2-2  | 2-0  | 3-3  | 0-3  | 3-2  | 2-0  | 2-0  |
| Sibir'                   | 0-1  | 0-1  | 0-1  | 0-1  | 3-0  | 1-1  | ---- | 3-0  | 2-0  | 1-1  | 0-2  | 1-1  | 2-0  | 1-2  | 1-0  | 3-1  | 1-0  | 2-0  | 0-2  | 4-0  |
| Šinnik                   | 0-0  | 2-3  | 2-2  | 1-0  | 1-0  | 1-2  | 0-1  | ---- | 0-0  | 1-1  | 1-0  | 1-2  | 2-0  | 1-0  | 3-3  | 2-1  | 3-1  | 1-1  | 2-0  | 0-1  |
| Kuban'                   | 4-1  | 2-1  | 1-1  | 0-0  | 0-1  | 0-1  | 1-0  | 1-0  | ---- | 1-1  | 0-3  | 0-0  | 0-1  | 2-3  | 3-3  | 1-0  | 2-1  | 0-0  | 3-1  | 2-2  |
| Volgar' Astrachan'       | 2-0  | 0-1  | 1-2  | 1-2  | 0-1  | 0-0  | 0-0  | 0-1  | 3-0  | ---- | 1-1  | 2-1  | 0-2  | 1-3  | 2-0  | 3-2  | 1-0  | 2-0  | 1-0  | 0-0  |
| Avangard Kursk           | 0-2  | 2-4  | 0-4  | 2-1  | 1-1  | 0-0  | 0-0  | 1-2  | 0-1  | 1-0  | ---- | 2-3  | 0-0  | 1-1  | 3-3  | 1-1  | 0-0  | 1-2  | 0-0  | 2-0  |
| Olimpiec Nižnij Novgorod | 0-1  | 0-0  | 0-2  | 1-1  | 1-2  | 2-2  | 1-1  | 0-1  | 0-3  | 2-1  | 2-2  | ---- | 1-0  | 1-3  | 0-0  | 0-1  | 1-0  | 1-0  | 1-2  | 2-1  |
| Chimki                   | 0-1  | 0-2  | 2-1  | 1-1  | 1-0  | 0-1  | 0-1  | 0-3  | 2-1  | 0-1  | 1-1  | 0-2  | ---- | 1-0  | 3-1  | 1-1  | 3-0  | 2-0  | 1-0  | 1-3  |
| Spartak-2 Mosca          | 1-0  | 0-3  | 1-2  | 0-3  | 0-2  | 2-2  | 2-1  | 1-2  | 0-0  | 2-3  | 0-1  | 2-2  | 0-1  | ---- | 2-1  | 3-1  | 2-2  | 1-3  | 3-1  | 0-0  |
| Tom' Tomsk               | 0-0  | 1-0  | 1-1  | 0-0  | 1-0  | 1-0  | 1-1  | 1-3  | 1-4  | 2-1  | 2-1  | 1-2  | 2-1  | 1-2  | ---- | 1-2  | 1-0  | 0-0  | 0-0  | 1-0  |
| Zenit-2                  | 1-2  | 0-2  | 0-3  | 0-1  | 2-0  | 0-1  | 2-1  | 1-0  | 3-3  | 1-2  | 0-4  | 2-1  | 1-0  | 1-1  | 2-0  | ---- | 0-1  | 1-2  | 1-2  | 4-1  |
| Rotor                    | 0-2  | 0-2  | 1-0  | 1-0  | 0-1  | 0-0  | 1-2  | 1-1  | 2-1  | 1-2  | 1-1  | 1-2  | 3-1  | 1-0  | 2-0  | 4-1  | ---- | 4-2  | 1-2  | 0-0  |
| Luč-Ėnergija             | 1-0  | 2-0  | 0-1  | 0-0  | 0-0  | 1-2  | 0-2  | 3-1  | 2-2  | 0-0  | 2-2  | 1-2  | 1-1  | 1-1  | 3-0  | 1-1  | 1-1  | ---- | 4-2  | 0-0  |
| Tjumen'                  | 1-2  | 0-2  | 1-1  | 3-1  | 1-2  | 1-1  | 0-0  | 2-0  | 1-1  | 3-1  | 4-0  | 0-0  | 2-2  | 2-1  | 1-1  | 2-2  | 1-1  | 1-2  | ---- | 0-0  |
| Fakel Voronež            | 0-1  | 1-0  | 1-3  | 1-2  | 0-1  | 0-0  | 0-1  | 2-2  | 0-2  | 2-1  | 0-4  | 4-1  | 0-1  | 0-3  | 0-1  | 0-1  | 2-0  | 3-1  | 1-0  | ---- |

## Spareggi promozione-retrocessione
|             | Risultati |             | Luogo e data                |
| ----------- | --------- | ----------- | --------------------------- |
| Amkar Perm' | 2 - 0     | Tambov      | Perm', 17 maggio 2018       |
| Tambov      | 0 - 1     | Amkar Perm' | Tambov, 20 maggio 2018      |
|             |           |             |                             |
| Enisej      | 3 - 0     | Anži        | Krasnojarsk, 17 maggio 2018 |
| Anži        | 4 - 3     | Enisej      | Kaspijsk, 20 maggio 2018    |
|             |           |             |                             |

## Statistiche

### Classifica marcatori
| Gol |  |  | Giocatore          | Squadra                            |
| --- |  |  | ------------------ | ---------------------------------- |
| 17  |  |  | Artëm Kulišev      | Dinamo San Pietroburgo             |
| 15  |  |  | Sjarhej Karnilenka | Kryl'ja Sovetov Samara             |
| 15  |  |  | Andrej Kozlov      | Enisej                             |
| 15  |  |  | Andrej Panjukov    | Zenit-2                            |
| 14  |  |  | Alexander Sobolev  | Tom' Tomsk, Kryl'ja Sovetov Samara |
| 12  |  |  | Aleksej Sutormin   | Volgar' Astrachan'                 |
| 12  |  |  | Maxim Žitnev       | Sibir'                             |